# Abádszalók
Abádszalók – miasto na Węgrzech, w Komitacie Jász-Nagykun-Szolnok, w powiecie Tiszafüred.

## Historia
Pierwsza wzmianka o mieście pochodzi z 1271 roku. Początkowo składała się z dwóch małych wiosek - Tiszaabád i Tiszaszalók. W 1733 roku wybudowano drewniany kościół.

## Współczesność
Utworzenie jeziora Tisza, z powodu budowy tamy w Kisköre w roku 1973 w znaczący sposób zmieniło życie miasta i jego możliwości. Jezioro jest usiane wyspami. W dzisiejszych czasach stał się rajem dla turystów uprawiających sporty wodne, wędkarstwo, łowiectwo. W roku 2005 Abádszalók uzyskało prawa miejskie.

## Miasta partnerskie
- Rzepiennik